# ホノリア (小惑星)
ホノリア (236 Honoria) は、小惑星帯に位置するやや大きな小惑星の一つで、S型小惑星に分類される。
1884年4月26日にオーストリアの天文学者、ヨハン・パリサがウィーンで発見し、古代ローマ帝国の皇帝であるテオドシウス1世の孫娘・ユスタ・グラタ・ホノリアにちなんで命名された。
2008年10月に千葉県で掩蔽が観測された。